# سایرنینگ
سایرنینگ (به آلمانی: Sierning) یک منطقهٔ مسکونی در اتریش است که در ناحیه استیر لند واقع شده‌است. سایرنینگ ۳۸٫۲ کیلومتر مربع مساحت دارد ۳۶۷ متر بالاتر از سطح دریا واقع شده‌است.